# Geszty Glória
Geszty Glória névvariánsok: Geszti Glória; Geszthy Glória (Budapest, 1956. március 9. –) magyar színésznő, televíziós műsorvezető.  

## Életpályája
Budapesten született. Eredeti neve Stróh Glória volt. Egy ideig Geszty-Stróh Glóriaként is szerepelt. Gyermekkora óta színésznek készült. 

„Szerettem az irodalmat, édesapám festőművész is volt, édesanyám dalénekes, tehát abszolút nem tiltottak a pályától.Gimnazistaként pedig az amatőr színjátszás vált az életem értelmévé. Rengeteget tanultam a Belvárosi Irodalmi Színpad vezető rendezőjétől, Zsolnay Gábortól.”

1975-től az Állami Déryné Színháznál indult színészi pályája. 1978-tól a Magyar Néphadsereg Művészegyütteséhez szerződött. 1979-től a Békés Megyei Jókai Színház társulatának tagja lett. 1982-től a Budapesti Gyermekszínház, később Arany János Színház művésze volt. 1983-tól a Madách Kamara Színház Hofélia című előadásában Gertrudként lépett színpadra. 1986-tól a Magyar Szinkron és Video Vállalat foglalkoztatta. Az Egri Tanárképző Főiskolán közművelődés–pedagógia szakon szerzett diplomát 1988-ban. Szabadúszóként, 1989-től a Karinthy Színház és a Karika Színpad előadásaiban szerepelt. 1995-től volt a Ruttkai Éva Színház művésze, amelynek fiatalon elhunyt igazgatójáról, Nagy Miklósról elnevezett vándordíjat kétszer is neki ítélték. 2009-ben az Udvaros Béla vezette Evangélium Színházban Madách Imre: Az ember tragédiája című drámai költeményében több nőalakot is megformált. 1992-től a Zenit Tv társtulajdonosa, főszerkesztője, műsorvezető-rendezője volt. 2007-től a Hatoscsatornán a Tea Glóriával című műsor műsorvezető háziasszonya. Vendégszerepelt Olaszországban. Újságíró, olasz nyelvtanár és tolmács.

## Színházi szerepeiből
- William Shakespeare: Tévedések vígjátéka... szereplő (Ephesusi polgárok, apácák, kurtizánok, vásári komédiások)
- Bertolt Brecht – Kurt Weill: Koldusopera....Polly; Lucy
- Harriet Beecher Stowe: Tamás bátya kunyhója....Nancy; Fanny
- Hervé: Nebáncsvirág.... színésznő
- Jevgenyij Lvovics Svarc: Hókirálynő....Hercegkisasszony; Rablóleányka
- Valentyin Petrovics Katajev: Távolban egy fehér vitorla....I. lány
- Gianni Rodari: Hagymácska....Hagymácska
- Oscar Straus: Varázskeringő....Hegedűs Franci
- Ábrahám Pál: Viktória....Mi
- Noël Coward: Vidám kísértet....Edith
- Robert Thomas: A hölgy fecseg és nyomoz....Susanne Brisard
- Békés József – Heilig Gábor – Horváth Attila: Császárok....Betty
- Harsányi Gábor – Szakcsi Lakatos Béla: Meghódítjuk Amerikát....Mari
- Hofi Géza – Szenes Iván – Malek Miklós: Hofélia....Gertrud
- Jókai Mór: Fekete gyémántok....Evila
- Madách Imre: Az ember tragédiája....Hippia; Heléne; Cigányasszony; Kéjhölgy
- Darvas József: Vízkereszttől szilveszterig....Borika
- Illyés Gyula: Bolhabál....Summás lány
- Göncz Árpád: Rácsok....Rendőrminiszter asszony
- Siposhegyi Péter: A semmi ágán....Jolán
- Hernádi Gyula: Drakula....La locandiera
- Zágon István – Nóti Károly – Eisemann Mihály: Hyppolit, a lakáj....Julcsa
- Jékely Zoltán: Mátyás király juhásza....Kunigunda
- Csukás István: Ágacska....Ágacska
- Turián György: Varázspálca....Kedves Kata
- Képes Géza: Mese a halászlányról....Lujza
- Benedek Elek: Többsincs királyfi....Többsincs királyfi
- Pavlovits Miklós: Babszem Jankó....Babszem Jankó; Boszorkány
- Nógrádi Gábor:Segítség, ember!....Egér
- Romhányi József – Fényes Szabolcs: Hamupipőke....Aranka

## Önálló est
- A titkok ajtaja (A japán irodalom gyöngyszemei) [3]... Eiko gésa

## Filmes és televíziós szerepei
- Tizenhat város tizenhat leánya (1979)
- A hétpettyes lovag (1981)... Hangya
- Hagymácska (1982)... Hagymácska
- Császárok (1983)... Betty
- Torta az égen (1984)
- Fürkész történetei (1984)
- Annan és Anton (1985)
- Három kövér (1985)
- A zöld torony (1985)
- Kicsi a bors… (1985)... Tamás anyja
- A fantasztikus nagynéni (1986)
- Szomszédok (sorozat)

- 49. rész (1989) Molnár anyja
- 65. rész (1989) Szülő
-  156. rész (1993)
- Ezüstnitrát – Nitrato d'Argento (1996)
- White and Black, yes or no

## Díjai, elismerései
- Nívódíj (Magyar Televízió, 1982)
- Nagy Miklós Vándordíj (kétszeres)
- Elismerő Oklevél (IPOSZ Országos Elnökség, 2023)[4]